# امریکن آیدل (فصل ۱)
اولین فصل برنامه امریکن آیدل (به انگلیسی: American Idol) با عنوان کامل امریکن آیدل: جستجو برای یک ستاره، در ۱۱ ژوئن ۲۰۰۲ شروع و تا ۴ سپتامبر ۲۰۰۲ به پایان رسید. برنده این فصل کلی کلارکسون بود. مجریان این فصل برایان دانکلمن و رایان سیکرست بودند.